# Tiempo de Liapunov
En matemáticas, el tiempo de Liapunov es la escala de tiempo característica en la que un sistema dinámico es caótico . Lleva el nombre del matemático ruso Aleksandr Liapunov . Se define como el inverso del mayor exponente de Lyapunov de un sistema.

## Uso
El tiempo de Lyapunov refleja los límites de la previsibilidad del sistema. Por convención, se define como el tiempo en el cual la distancia entre las trayectorias cercanas del sistema aumenta en un factor de e . Sin embargo, a veces se encuentran medidas en términos de 2 y 10 pliegues, ya que corresponden a la pérdida de un bit de información o un dígito de precisión, respectivamente.
Si bien se utiliza en muchas aplicaciones de la teoría de sistemas dinámicos, se ha utilizado particularmente en la mecánica celeste donde es importante para el problema de la estabilidad del Sistema Solar . Sin embargo, la estimación empírica del tiempo de Lyapunov a menudo se asocia con incertidumbres computacionales o inherentes.

## Ejemplos
Los valores típicos son:
| Sistema                                           | Tiempo de Lyapunov     |
| ------------------------------------------------- | ---------------------- |
| Sistema solar                                     | 5 millones de años     |
| La órbita de Plutón                               | 20 millones de años    |
| Oblicuidad de Marte                               | 1 a 5 millones de años |
| Órbita de 36 Atalante                             | 4,000 años             |
| Rotación de Hyperion                              | 36 días                |
| Oscilaciones químicas caóticas                    | 5.4 minutos            |
| Oscilaciones hidrodinámicas caóticas              | 2 segundos             |
| 1 cm 3 de argón a temperatura ambiente            | 3.7 × 10 −11 segundos  |
| 1 cm 3 de argón en el punto triple (84 K, 69 kPa) | 3.7 × 10 −16 segundos  |